# Chișcăreni
Chișcăreni est une commune du raion de Sîngerei en Moldavie.
Sa population était de 4 890 habitants en 2014.